# Non decipitur, qui scit se decipi
Non decipitur, qui scit se decipi (dt.: Es wird nicht getäuscht, wer weiß, dass er getäuscht wird) ist eine  auf Ulpian zurückgehende römische Rechtsregel. Demnach ist schon der objektive Tatbestand einer Täuschung im Rechtssinne ausgeschlossen, weil es bereits an einem Irrtum fehlt. Die Regel hat auch Bedeutung im Schuldrecht, sofern es auf die Kenntnis eines Petenten ankommt. Danach können insbesondere seine dispositionsfreiheitsschützenden Rechte ausgeschlossen sein (vgl. auch Präklusion).
In Deutschland hat diese Regel u. a. in folgenden Bereichen Bedeutung:
- § 263 StGB: Ausschluss der objektiven Tatbestandsmäßigkeit
- § 119, § 122, § 123 BGB: Ausschluss der Anfechtungsberechtigung bei Erklärungs- oder Täuschungsirrtum
- § 442: Kenntnis des Käufers von Mängeln am Kaufobjekt zum Zeitpunkt des Kaufes schließt Gewährleistungsansprüche aus.

## Abwandlungen
- Sciens non fraudatur – Der Wissende wird nicht betrogen. vgl. Digesten 50, 17, 145 (Ulpian) in Corpus iuris civilis 1908 Bd. 1